# Die Rache des Kapitäns Mitchell
Die Rache des Kapitäns Mitchell ist ein Spielfilm des Deutschen Fernsehfunks von Christa Mühl aus dem Jahr 1979 nach der 1934 erschienenen Erzählung Safety First von Bertolt Brecht. Die Hauptrollen sind mit Dieter Mann, Swetlana Schönfeld, Walfriede Schmitt und Ekkehard Schall besetzt.

## Handlung
1. Die Kollision: Der Luxusliner Astoria wird auf der Fahrt nach London im Nebel von einem Kohlefrachter gerammt. Das Schiff droht zu sinken. Kapitän Mitchell organisiert die Rettung der Passagiere.
2. Der Abstieg: Das Schiff sinkt jedoch nicht. Kapitän Mitchell wird wegen angeblicher Feigheit von der Reederei gefeuert. Er wird daraufhin auch von seinen Freunden verhöhnt und gemieden.
3. Die Wende: Kapitän Mitchell gibt eine Gala auf einem Schrottkahn, den er angeblich nach Rotterdam überführen will. Hier kommt es zum überraschenden Showdown mit Panik unter den geladenen Gästen.

## Produktion und DVD
Als Schiffskulisse diente das Urlaubsschiff Völkerfreundschaft. Eine besondere Herausforderung war, nicht an den Originalschauplätzen an Land drehen zu können. Gedreht wurde so vor allem in Brandenburg an der Havel, hier wurde eine Londoner Straße stilgerecht nachgebaut. Fehlende englische Autos wurden durch seitenverkehrte Aufnahmen imitiert. Die Erstausstrahlung fand am 23. Dezember 1979 im DFF 1 statt.
Im November 2013 erschien der Film über Icestorm Entertainment auf DVD.

## Kritik
Das Lexikon des internationalen Films schrieb zu dem „DDR-Fernsehfilm nach dem von Bertolt Brecht in Hollywood verfassten, gesellschaftskritischen Exposé ‚Safety First‘. Betont verfremdet inszeniert, bleibt der Film bewusst kühl und sezierend.“
Die Programmzeitschrift TV Spielfilm vergab für Humor, Anspruch und Action je einen von drei möglichen Punkten, für Spannung zwei, zeigte mit dem Daumen nach oben und befand, „Das DDR-Fernsehen hatte die Wende schon vollzogen.“